# دائرة تلاغ
دائرة تلاغ هي دائرة في ولاية سيدي بلعباس على بعد 50 كلم وتشمل 04 بلديات: الضاية - تغاليمات - مزاورو - تلاغ يبلغ عدد سكانها حوالي 30000 نسمة مساحتها 179,09 كلم².